# Nickeltsumcorit
Nickeltsumcorit ist ein sehr selten vorkommendes Mineral aus der Mineralklasse der „Phosphate, Arsenate und Vanadate“. Er kristallisiert im monoklinen Kristallsystem mit der chemischen Zusammensetzung Pb(Ni,Fe3+)2(AsO4)2(H2O,OH)2 und ist damit chemisch gesehen ein wasserhaltiges Blei-Nickel-Eisen-Arsenat mit einem variablen Anteil an zusätzlichen Hydroxidionen.
Nickeltsumcorit entwickelt an seiner Typlokalität auf Carbonatmineralen wie Calcit und Dolomit sitzende, gestreckte, abgeplattete Kristalle, die Aggregate aus radialen Kügelchen oder dichten konzentrischen Knollen bis maximal 0,15 mm Durchmesser bilden. Die Typlokalität des Minerals sind die 2,5 km westlich Lavrion und unweit des Dorfes Agios Konstantinos (Kamariza) liegenden Bergbauhalden des alten Bergwerks „Km 3“ im Bergbaudistrikt Lavrion, Region Attika, Griechenland.

## Etymologie und Geschichte
Im Jahre 2012 fanden russische und griechische Wissenschaftler auf der Halde des ehemaligen Bergwerks „Km 3“ bei Agios Konstantinos ein Mineral, welches sich als neuer Vertreter der Tsumcoritgruppe erwies. Nach den entsprechenden umfangreichen Untersuchungen wurde die neue Phase der International Mineralogical Association (IMA) vorgelegt, die sie im Jahre 2013 als neues Mineral anerkannte. Im Jahre 2016 wurde das Mineral von einem internationalen Wissenschaftlerteam um den russischen Mineralogen Igor V. Pekov sowie Nikita V. Chukanov, Dmitry A. Varlamov, Dmitry I. Belakovskiy, Anna G. Turchkova, Panagiotis Voudouris, Athanassios Katerinopoulos und Andreas Magganas im englischen Wissenschaftsmagazin Mineralogical Magazine als Nickeltsumcorit beschrieben. Die Autoren benannten das Mineral aufgrund seiner Verwandtschaft mit Tsumcorit und der Dominanz von Nickel auf der Me(2)-Position. Tsumcorit hatte seinen Namen von der Tsumeb Corporation Limited in Anerkennung ihrer jahrelangen, intensiven Bemühungen um die spezielle Erforschung der Mineralogie der Erzlagerstätte von Tsumeb erhalten.
Das Typmaterial für Nickeltsumcorit (Holotyp) wird unter der Katalog-Nr. 94317 in der Systematischen Sammlung des Mineralogischen Museums „Alexander Jewgenjewitsch Fersman“ der Russischen Akademie der Wissenschaften in Moskau, Russland, aufbewahrt.

## Klassifikation
Die aktuelle Klassifikation der International Mineralogical Association (IMA) zählt den Nickeltsumcorit zur Tsumcoritgruppe mit der allgemeinen Formel Me(1)Me(2)2(XO4)2(OH,H2O)2, in der Me(1), Me(2) und X unterschiedliche Positionen in der Struktur der Minerale der Tsumcoritgruppe mit Me(1) = Pb2+, Ca2+, Na+, K+ und Bi3+; Me(2) = Fe3+, Mn3+, Cu2+, Zn2+, Co2+, Ni2+, Mg2+ und Al3+ und X = As5+, P5+, V5+ und S6+ repräsentieren. Zur Tsumcoritgruppe gehören neben Nickeltsumcorit noch Cabalzarit, Cobaltlotharmeyerit, Cobalttsumcorit, Ferrilotharmeyerit, Gartrellit, Helmutwinklerit, Kaliochalcit, Krettnichit, Lotharmeyerit, Lukrahnit, Manganlotharmeyerit, Mawbyit, Mounanait, Natrochalcit, Nickellotharmeyerit, Nickelschneebergit, Phosphogartrellit, Rappoldit, Schneebergit, Thometzekit, Tsumcorit, Yancowinnait und Zinkgartrellit. Nickeltsumcorit bildet zusammen mit Tsumcorit (Me(2) = Zn), Mawbyit (Fe3+) und Cobalttsumcorit (Co) die „Tsumcorit-Untergruppe“.
Die veraltete, aber teilweise noch gebräuchliche 8. Auflage der Mineralsystematik nach Strunz führt den Nickeltsumcorit noch nicht auf. Er würde zur Mineralklasse der „Phosphate, Arsenate und Vanadate“ und dort zur Abteilung der „Wasserhaltigen Phosphate ohne fremde Anionen“ gehören, wo er zusammen mit Cabalzarit, Cobaltlotharmeyerit, Cobalttsumcorit, Ferrilotharmeyerit, Gartrellit, Helmutwinklerit, Krettnichit, Lotharmeyerit, Lukrahnit, Manganlotharmeyerit, Mawbyit, Mounanait, Nickellotharmeyerit, Nickelschneebergit, Phosphogartrellit, Rappoldit, Schneebergit, Thometzekit, Tsumcorit und Zinkgartrellit die „Tsumcorit-Gartrellit-Gruppe“ mit der System-Nr. VII/C.31 gebildet hätte.
Auch die seit 2001 gültige und von der IMA verwendete 9. Auflage der Strunz’schen Mineralsystematik kennt den Nickeltsumcorit noch nicht. Hier würde er ebenfalls in die Abteilung der „Phosphate usw. ohne zusätzliche Anionen; mit H2O“ eingeordnet werden. Diese ist allerdings weiter unterteilt nach der relativen Größe der beteiligten Kationen und dem Stoffmengenverhältnis von Phosphat-, Arsenat- bzw. Vanadat-Komplex zum Kristallwassergehalt, so dass das Mineral entsprechend seiner Zusammensetzung in der Unterabteilung „Mit großen und mittelgroßen Kationen; RO4 : H2O = 1 : 1“ zu finden wäre, wo es vermutlich zusammen mit Cabalzarit, Cobaltlotharmeyerit, Cobalttsumcorit, Ferrilotharmeyerit, Krettnichit, Lotharmeyerit, Manganlotharmeyerit, Mawbyit, Mounanait, Nickellotharmeyerit, Nickelschneebergit, Schneebergit, Thometzekit und Tsumcorit die „Tsumcoritgruppe“ mit der System-Nr. 8.CG.15 bilden würde.
Auch die vorwiegend im englischen Sprachraum gebräuchliche Systematik der Minerale nach Dana würde den Nickeltsumcorit in die Klasse der „Phosphate, Arsenate und Vanadate“ und dort in die Abteilung der „Wasserhaltige Phosphate etc.“ einordnen. Hier wäre er zusammen mit Cobalttsumcorit, Helmutwinklerit, Mawbyit, Nickelschneebergit, Rappoldit, Schneebergit, Thometzekit und Tsumcorit in der „Helmutwinklerit-Untergruppe“ mit der System-Nr. 40.02.09 innerhalb der Unterabteilung „Wasserhaltige Phosphate etc., mit A2+(B2+)2(XO4) × x(H2O)“ zu finden.

## Chemismus
Sechs Mikrosondenanalysen an Nickeltsumcorit ergaben Mittelwerte von 28,12 % PbO; 2,79 % CaO; 0,30 % MgO; 0,15 % CoO; 17,39 % NiO; 0,76 % ZnO; 6,83 % Fe2O3; 0,57 % Mn2O3; 38,17 % As2O5 und 4,92 % H2O (berechnet). Auf der Basis von zehn Sauerstoffatomen errechnete sich aus ihnen die empirische Formel (Pb0,76Ca0,30)Σ=1,06(Ni1,39Fe3+0,51Zn0,06Mn3+0,04Mg0,04Co0,01)Σ=2,05As1,99O7,97[(H2O)1,25(OH)0,78], welche zu Pb(Ni,Fe3+)2(AsO4)2(H2O,OH)2 idealisiert wurde. Material aus der Grube Clara weist Verhältnisse von Ni:Co = 4,1:1 bzw. Ni:Co:Cu:Fe-Verhältnisse von etwa 1,0:0,48:0,27:0,14 auf.
In den Kristallen ist eine Mischkristallbildung auf der Me(2)-Position unter Einbeziehung von Ni und Fe3+ sowie in geringerem Maße Zn, Mn3+, Mg und Co sowie eine Substitution von Ca für Pb auf der Me(1)-Position verbreitet. Wie generell in der Tsumcoritgruppe erfolgt die gekoppelten Substitution von zweiwertigen durch dreiwertige Kationen nach dem Schema Me2+ + H2O0  ↔ Me3+ + OH−.
Nickeltsumcorit stellt das Pb-dominante Analogon zum Ca-dominierten Nickellotharmeyerit dar, mit dem er eine zumindest unvollständige Mischkristallreihe bildet. Das Pb:Ca-Verhältnis in dieser Reihe variiert von Pb99Ca1 bis Ca69Pb31. Nickeltsumcorit ist ferner das Ni-dominante Analogon zum Co-dominierten Cobalttsumcorit, zum Zn-dominierten Tsumcorit und zum Fe3+-dominierten Mawbyit.

## Kristallstruktur
Nickeltsumcorit kristallisiert im monoklinen Kristallsystem in der Raumgruppe C2/m (Raumgruppen-Nr. 12) mit den Gitterparametern a = 9,124 Å; b = 6,339 Å; c = 7,567 Å und β = 115,19° sowie zwei Formeleinheiten pro Elementarzelle.
Die Kristallstruktur des Nickeltsumcorits ist identisch mit der Struktur der anderen Vertreter der Tsumcoritgruppe. Die Me(2)Φ6-Oktaeder (Φ: O2−, OH−, H2O) besitzen gemeinsame Kanten und sind zu in Richtung der b-Achse [010] gestreckten Ketten angeordnet. Diese Ketten sind durch gemeinsame Ecken mit AsO4-Tetraedern miteinander verknüpft und bilden dadurch Schichten mit der Zusammensetzung Me(2)(AsO4)(OH,H2O), die parallel (001) angeordnet sind. Die Topologie dieser Schicht ist identisch mit der im Natrochalcit, NaCu2(SO4)2(H3O2). Die Pb2+-Kationen befinden sich zwischen den Schichten und sorgen für die Verbindung zwischen den Schichten in Richtung der a-Achse [100]. Die Me(1)-Position wird durch Pb-Atome und in geringfügigem Maß durch Ca-Atome besetzt. Die Me(2)-Position wird von Ni und Fe sowie in untergeordnetem Maß auch Zn, Mg, Mn3+ und Co eingenommen.
Nickeltsumcorit ist isotyp (isostrukturell) zu den monoklinen Vertretern der Tsumcoritgruppe wie Tsumcorit und Natrochalcit.

## Eigenschaften

### Morphologie
Nickeltsumcorit entwickelt an seiner Typlokalität auf einer Matrix aus hauptsächlich Carbonatmineralen, Quarz und Mangan-Oxiden/-Hydroxiden sitzende krustige Aggregate bis zu 2 mm Durchmesser und maximal 0,2 mm Dicke. Die Aggregate bestehen aus radialen Kügelchen oder dichten, konzentrischen Knollen bis maximal 0,15 mm Durchmesser, deren Oberfläche selten divergentstrahlige Kristalle zeigt. Die bis maximal 0,02 mm langen Nickeltsumcorit-Kristalle sind gestreckt, mitunter auch abgeplattet und lattig. Sie sind zumeist unvollständig ausgebildet, typischerweise aufgesplittert, divergentstrahlig und selten auch zu fächerförmigen Aggregaten vereinigt. Nickeltsumcorit aus der Grube Clara im Schwarzwald bildet krustige Aggregate aus subparallel verwachsenen tafeligen Kriställchen oder nierige kristalline Krusten auf Quarzmatrix.

### Physikalische und chemische Eigenschaften
Die Kristalle des Nickeltsumcorits vom „Km 3“ sind gelb, bräunlichgelb, hellbraun und braun, während aus der „Grube Clara“ rosabräunliche oder gelbbräunliche Farbtöne genannt werden. Die Strichfarbe der Nickeltsumcoritkristalle ist dagegen immer gelb. Die Oberflächen der durchscheinenden Aggregate und durchsichtigen Kriställchen weisen einen diamantartigen Glanz auf, was gut mit den Werten für die Lichtbrechung übereinstimmt. An den Kristallen des Nickeltsumcorits wurden sehr hohe Werte für die Lichtbrechung (nα = 1,820; nβ = 1,870; nγ = 1,900) und ein hoher Wert für die Doppelbrechung (δ = 0,080) identifiziert. Unter dem Mikroskop ist das Mineral im durchfallenden Licht gelblichbraun und zeigt keinen Pleochroismus.
Nickeltsumcorit besitzt eine deutliche Spaltbarkeit nach {001}. Aufgrund seiner Sprödigkeit bricht er aber ähnlich wie Amblygonit, wobei die Bruchflächen uneben ausgebildet sind. Mit einer Mohshärte von ≈ 4,5 gehört das Mineral zu den mittelharten Mineralen und lässt sich wie das Referenzmineral Fluorit leicht mit dem Taschenmesser ritzen. Die berechnete Dichte für Nickeltsumcorit beträgt 5,02 g/cm³.
Angaben zu einer eventuellen Fluoreszenz des Minerals im UV-Licht fehlen ebenso wie Hinweise zu seinem chemischen Verhalten.

## Bildung und Fundorte
Nickeltsumcorit ist ein typisches Sekundärmineral, welches sich wie die meisten Vertreter der Tsumcoritgruppe in der Oxidationszone von arsenreichen polymetallischen Buntmetall-Lagerstätten bildet. So stellt die Typlokalität des Nickeltsumcorits die Oxidationszone eines Gersdorffit und Galenit führenden hydrothermalen Erzkörpers dar. Zersetzter Galenit bzw. Calcit lieferten das zur Mineralbildung nötige Blei bzw. Calcium, Eisen stammt wahrscheinlich aus verwittertem Pyrit, während Nickel und Arsen bei der Auflösung von Gersdorffit bereitgestellt wurden.
Als sehr seltene Mineralbildung konnte Nickeltsumcorit bisher (Stand 2018) erst von zwei Fundstellen beschrieben werden. Die Typlokalität des Nickeltsumcorits sind Bergbauhalden des alten Bergwerks „Km 3“ 2,5 km westlich Lavrion und unweit des Dorfes Agios Konstantinos (Kamariza) (neugriechisch Αγ. Κωνσταντίνος (Καμάριζα)) unweit Plaka, Bergbaudistrikt Lavrion, Region Attika, Griechenland, ganz in der Nähe des „Km 3“-Meilensteins an der Straße von Laurion nach Agios Konstantinos. Parageneseminerale am „Km 3“ sind andere Nickeloxysalzminerale wie Annabergit, Nickellotharmeyerit, Nickelaustinit, Gaspéit und ein Ni-dominanter Vertreter der Serpentingruppe, wahrscheinlich Pecorait. Daneben wurden Calcit, Dolomit, Aragonit, Quarz, Goethit, Cerussit, Arseniosiderit, Mimetesit, Oxyplumboroméit (Bindheimit), ein calciumreicher Vertreter der Roméit-Gruppe (Hydroxycalcioroméit?) sowie unbestimmte schwarze Manganoxide/-hydroxide identifiziert. Diese Vergesellschaftung tritt in Hohlräumen und Poren unvollständig oxidierter Ni-Pb-As-Sb-haltiger Erze auf. Die reichsten Aggregationen von Nickeltsumcorit wurden in der Nähe alterierter Gersdorffit-Galenit-Nester beobachtet, die typischerweise von Cerussit-Säumen umgeben sind.
Neben der Typlokalität kennt man Nickeltsumcorit noch aus der Grube Clara im Rankach-Tal bei Oberwolfach, Schwarzwald, Baden-Württemberg, Deutschland. Nickeltsumcorit fand sich hier in der Gersdorffit-Vererzung des Flussspatganges und wird von Annabergit, cobalthaltigem Annabergit, nickelhaltigem Gartrellit, Mimetesit, Erythrin, Bayldonit und Bismutit sowie Gersdorffit begleitet.
Vorkommen von Nickeltsumcorit in Österreich oder in der Schweiz sind damit nicht bekannt.

## Verwendung
Aufgrund seiner Seltenheit ist Nickeltsumcorit eine nur für den Mineralsammler interessante Mineralspezies.